# Tripospora cookei
Tripospora cookei är en svampart som beskrevs av Sacc. 1886. Tripospora cookei ingår i släktet Tripospora och familjen Coryneliaceae.   Inga underarter finns listade i Catalogue of Life.